# Прикаспийский сельсовет
Прикаспи́йский сельсове́т — сельское поселение в Наримановском районе Астраханской области Российской Федерации.
Административный центр — посёлок Прикаспийский.

## История
6 августа 2004 года в соответствии с Законом Астраханской области № 43/2004-ОЗ установлены границы муниципального образования, сельсовет наделен статусом сельского поселения.

## Население
| 2010  | 2012  | 2013  | 2014  | 2015  | 2016  | 2017  |
| ----- | ----- | ----- | ----- | ----- | ----- | ----- |
| 2042  | ↗2043 | ↗2048 | ↘2036 | ↘2019 | ↘2010 | ↘1988 |
| 2018  | 2019  | 2020  | 2021  |       |       |       |
| ↘1977 | ↘1959 | ↘1917 | ↘1489 |       |       |       |

## Состав сельского поселения
| № | Населённый пункт | Тип населённого пункта          | Население |
| - | ---------------- | ------------------------------- | --------- |
| 1 | Барханы          | посёлок                         | ↗147      |
| 2 | Дрофиный         | посёлок                         | ↘134      |
| 3 | Ковыльный        | посёлок                         | ↗80       |
| 4 | Прикаспийский    | посёлок, административный центр | ↘1587     |
| 5 | Солёный          | посёлок                         | ↗88       |